# Кока
Кока је биљка из породице Erythroxylaceae пореклом из северозападне Јужне Америке, чија је стабљика у облику грма са широко елиптичним листовима. Има мале зеленкасте цветове и тамнозелено семе. Из лишћа коке се добија алкалоид кокаин. Прве препоруке о употреби коке у медицини потичу из 1569. године (шпански лекар Монардес препоручује је у стањима умора и исцрпљености).